# Xambrê
Xambrê est une municipalité brésilienne située dans l'État du Paraná.